# Тхархе
Тхархе (кор. 탈해, 脫解, Talhae, T'arhae; 19 до н. е. — 80 н. е.) — корейський правитель, четвертий володар (ісагим) держави Сілла періоду Трьох держав.

## Походження
Народився в невеличкому володінні на острові Тапана, що розташовувався за 1000 лі на північний схід від японської держави Ва.
Відповідно до Самгук Сагі, він народився в яйці, що його батько вважав поганим знаком, тому помістив його в скриню та кинув у море. Яйце пропливало повз Кимгван Кая та пристало до берега на схід від Керіма (сучасний Кьонджу, Південна Корея), тоді його знайшов старий рибалка.
Тхархе виріс і швидко почав здійматись кар'єрними сходами, здобувши авторитет і довіру при дворі засновника й першого правителя Сілли, Хьоккосе. Останній видав за нього заміж свою дочку, царівну Ані. Спадкоємець Хьоккосе, ван Намхе, попри те, що мав власних синів, настільки довіряв Тхархе, що навіть збирався проголосити його своїм спадкоємцем, однак після смерті Намхе трон зайняв його старший син Юрі. На момент смерті останнього (57 року) Тхархе вже мав досить поважний вік, утім Юрі вже на смертному ложі проголосив його своїм спадкоємцем в обхід своїх синів.

## Правління
Протягом 64 року Сілла зазнавала кількох нападів з боку сусідньої держави Пекче. 77 року війська Сілли бились проти сил конфедерації Кая.